# Ледени спортски комплекс ЦСКА
Ледени спортски комплекс ЦСКА (рус. Ледовый спортивный комплекс ЦСКА) је арена затвореног типа у Москви, Русија. Отворена је 1991. године и има капацитет за око 5.600 људи. Пре свега се користи за утакмице хокеја на леду, а домаћи је терен за ХК ЦСКА, који игра у Континенталној хокејашкој лиги. 